# Nikola Wiegand
Nikola Wiegand (Francoforte sul Meno, 3 marzo 1963 – 19 aprile 2005) è stata una cestista tedesca.

## Carriera
Con la Germania Ovest ha disputato i Campionati europei del 1983.